# Saül (Guyane)
Pour les articles homonymes, voir Saül.
Saül est une commune française du canton de Maripasoula en Guyane, collectivité territoriale française situé en Amérique du Sud. Saül, qui compte environ 300 habitants, se trouve pratiquement au centre géographique de la Guyane, au cœur de la forêt amazonienne à environ 180 km au sud-ouest de Cayenne.

## Géographie

En rouge le territoire communal de Saül.

Les communes limitrophes sont Régina, Mana, Maripasoula, Saint-Élie et Papaichton.

### Localisation
La commune de Saül se situe au centre de la Guyane française  (Amérique du Sud). Saül est le centre géographique et le château d'eau de la Guyane  (les fleuves Approuague, Mana et Inini entre autres y prennent leur source). Sa superficie est de 4 475 kilomètres carrés. C'est la commune la moins densément peuplée de France. Le bourg est construit aux pieds des monts « Bœuf Mort » à 209 mètres d'altitude. Le territoire de la commune culmine à 640 mètres avec le sommet de la Montagne Continent. Les communes limitrophes avec Saül sont Saint-Élie au nord-est, Régina au sud-est, Maripasoula à l'ouest, Papaïchton et Grand-Santi au nord-ouest, puis Mana au nord.

### Climat
Le climat y est de type équatorial humide, type Af selon la classification de Köppen. Le climat y est plus doux que sur la côte avec une température nocturne moyenne de 20 °C et une pluviométrie de 2300 millimètres.

### Végétation
La végétation est d'une grande diversité sur le territoire de la commune du fait de la diversité des conditions physiques rencontrées (hydrologie, géologie, climat, relief). Elle comprend des forêts de basse ou moyenne altitude, de pentes ou de crêtes des forêts inondées et cambrouses ainsi qu'une végétation spécifique qui pousse sur les inselbergs. Une forêt primaire subsiste sur les plateaux et les contreforts du mont Bœuf-Mort.

## Urbanisme

### Typologie
Saül est une commune rurale, car elle fait partie des communes peu ou très peu denses, au sens de la grille communale de densité de l'Insee,,,.

## Toponymie
Le village tire son nom d'un orpailleur nommé Sahul, installé près du mont Bœuf mort et  originaire de l’île de Sainte-Lucie.

## Histoire
Des vestiges archéologiques attestent d’une présence amérindienne ancienne dans le secteur. L’histoire récente de Saül débute avec l’arrivée des populations originaires des Antilles et principalement de Sainte Lucie, lors de la deuxième ruée vers l’or qui atteignit la région du Haut-Approuague et de la Haute Mana à la fin du XIXe siècle. Le bourg moderne fut créé en 1910.
La petite agglomération née de cette ruée vers l'or est transformée par l'arrivée en 1930 du Père Didier Maurice Louis Stanislas qui est affecté en Guyane et dès février 1933 sur le territoire de l’Inini. En septembre 1937, il se fixe sur la commune et progressivement met fin à une société régie essentiellement par la loi du plus fort. Le Père Didier crée une coopérative d’achat pour limiter les abus sur les prix. Il commence à tenir à jour l’état-civil. Il fait construire de petites chapelles du bourg jusqu’à Sophie et à son initiative, la construction d’une nouvelle église est envisagée, commencée en 1952, elle s’achève dix ans plus tard. Seul édifice religieux de Guyane à deux clochers en bois. La population qui était de 47 habitants en 1936 passe à 153 habitants en 1944.
À la suppression de l’Inini, les gendarmes, en qualité de représentants du Préfet, font office de municipalité et c’est ainsi que le gendarme Jean Demailly (1922-1985) affecté à Saül en 1957 va mettre en place la balise de la piste d’atterrissage puis l’ouverture de la piste de limonade ainsi que l'ouverture par voie fluviale du Dégrad Demailly jusqu’à Maripasoula avec l’aide de huit ouvriers. Saül a obtenu le statut de commune en 1969.
L'ouverture de voies de communication, qui permet le désenclavement de la commune, entraine toutefois le départ de sa population vers les régions côtières où les conditions de vie sont considérées comme meilleures. La population chute à 70 habitants en 1990 et 40 habitants en 1982. Elle remonte à compter des années 1990.

## Politique et administration
D'un point de vue administratif Saül est rattachée au canton de Maripasoula. La commune fait partie de la communauté de communes de l'Ouest guyanais.

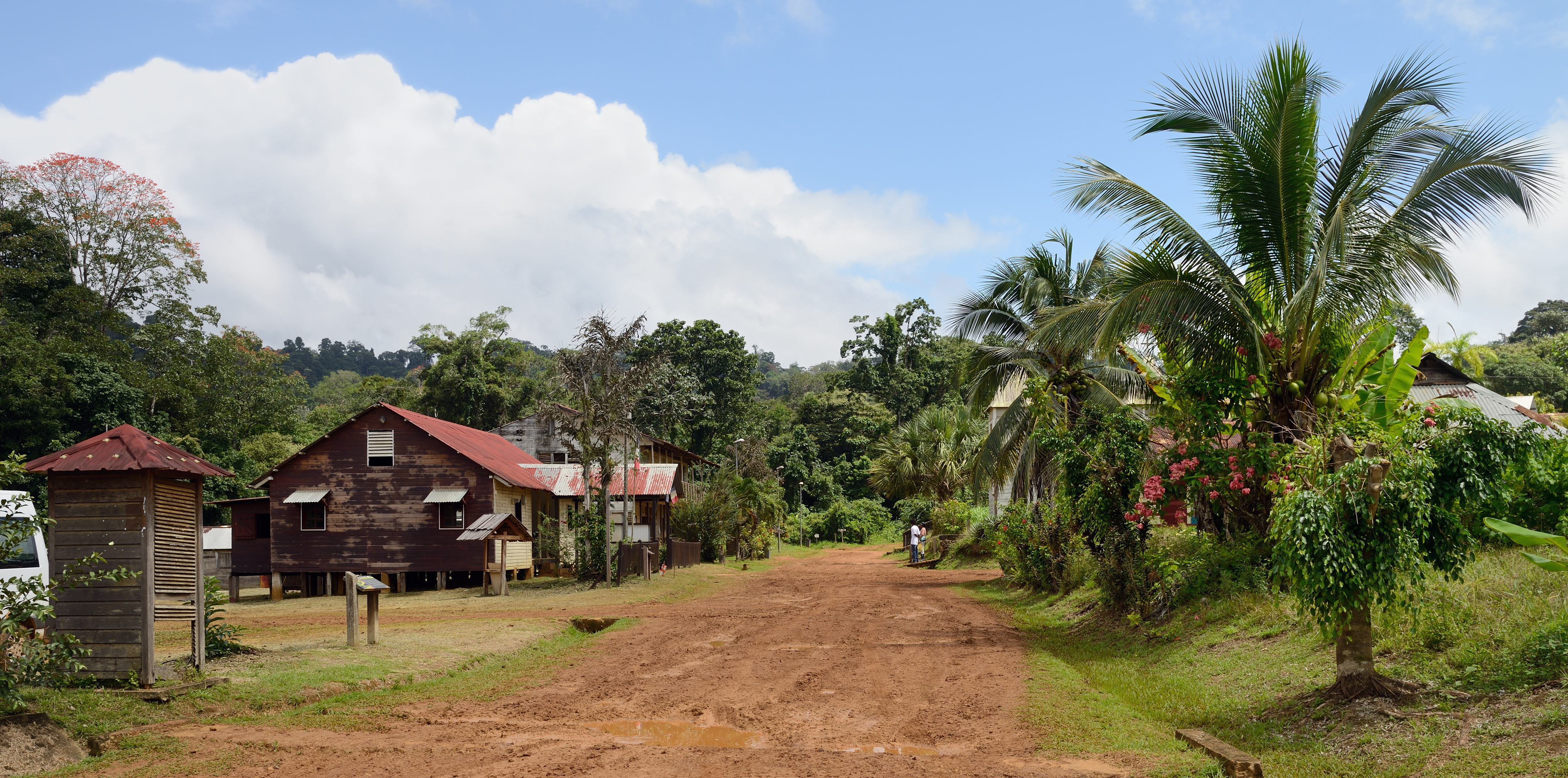
Rue principale de Saül, avec le bâtiment de la mairie.

| Période | Période  | Identité             | Étiquette | Qualité                           |
| ------- | -------- | -------------------- | --------- | --------------------------------- |
| 1969    | 1971     | Ho Si Fat Gaston     |           |                                   |
| 1971    | 1992     | Raymond Cochet       | PS-DVG    | Président du SIVOM de Maripasoula |
| 1992    | 1995     | Théodore Timane      |           | Orpailleur                        |
| 1995    | 2014     | Charlotte Hermann    |           |                                   |
| 2014    | En cours | Marie-Hélène Charles |           |                                   |

## Population et société

### Démographie
L'évolution du nombre d'habitants est connue à travers les recensements de la population effectués dans la commune depuis 1961, premier recensement postérieur à la départementalisation de 1946. À partir de 2006, les populations de référence des communes sont publiées annuellement par l'Insee. Le recensement repose désormais sur une collecte d'information annuelle, concernant successivement tous les territoires communaux au cours d'une période de cinq ans. Pour les communes de moins de 10 000 habitants, une enquête de recensement portant sur toute la population est réalisée tous les cinq ans, les populations de référence des années intermédiaires étant quant à elles estimées par interpolation ou extrapolation. Pour la commune, le premier recensement exhaustif entrant dans le cadre du nouveau dispositif a été réalisé en 2007.

En 2022, la commune comptait 297 habitants, en évolution de +96,69 % par rapport à 2016 (Guyane : +7,07 %, France hors Mayotte : +2,11 %).
| 1961 | 1967 | 1974 | 1982 | 1990 | 1999 | 2006 | 2007 | 2012 |
| ---- | ---- | ---- | ---- | ---- | ---- | ---- | ---- | ---- |
| 417  | 90   | 119  | 67   | 63   | 160  | 158  | 158  | 151  |

| 2017 | 2022 | - | - | - | - | - | - | - |
| ---- | ---- | - | - | - | - | - | - | - |
| 152  | 297  | - | - | - | - | - | - | - |

La population résidente, constituée essentiellement de Créoles, de métropolitains, ainsi que de quelques Hmongs et Brésiliens, varie selon les saisons entre 70 et 200 personnes.

## Économie

### Voies de communication et transports

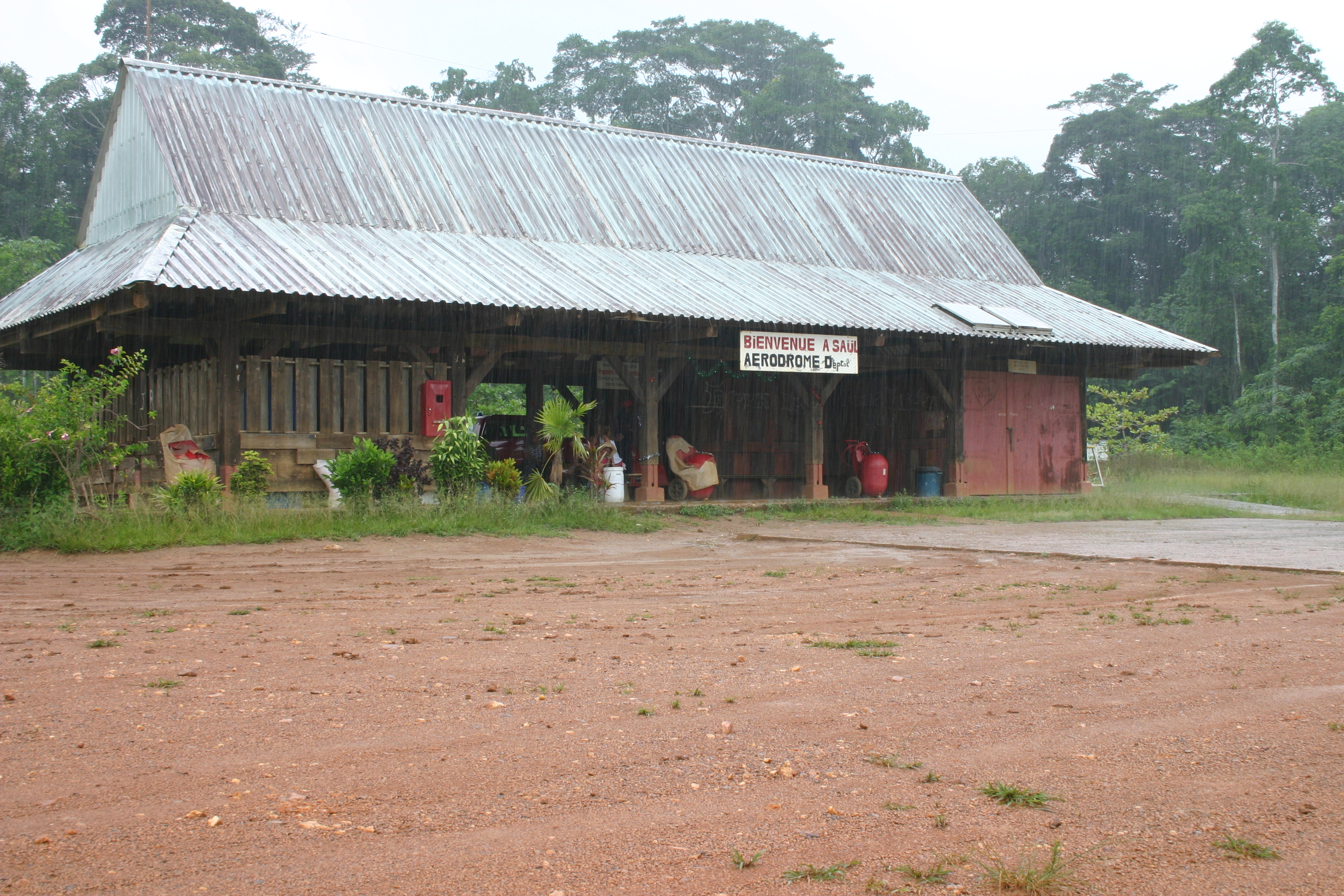
Aérogare de la commune.

Saül est accessible uniquement par voie aérienne, via l'aérodrome de Saül. La piste d'atterrissage pour petits avions existe depuis 1954.

### Électricité
La commune de Saül n'est pas reliée au réseau électrique de la Guyane, elle produit donc son électricité localement grâce à un système hybride constitué d'une cinquantaine de générateurs solaires photovoltaïques, située devant certaines habitations, et  d'un groupe électrogène communal fonctionnant en appoint quelques heures par semaine.

### Commerce
La boulangerie-cafétéria de Saül, financée par la CCOG en partenariat avec la Région Guyane et l’État, fut inaugurée en janvier 2004. Elle est restée quasiment inutilisée. Les élus à l'origine de ce projet avaient en effet sous-estimé l'importance de trouver un boulanger qui accepterait de s'installer dans cette commune isolée au milieu de la forêt et peuplée de 160 habitants. En mai 2018, elle est toujours fermée. Elle aura pourtant coûté au contribuable la somme de 723 000 euros, soit plus de trois fois la somme initialement prévue. Cette affaire est régulièrement rappelée par la presse locale (France Guyane, la semaine Guyanaise, etc.) pour critiquer la gestion de l'aménagement en Guyane par certains élus.

### Exploitation minière
Guyane Nature Environnement affirme qu'Arnaud Montebourg, le Ministre du Redressement Productif, a signé fin 2012 un arrêté octroyant à la société minière REXMA un permis d’exploitation minière de 10 km2,.

### Tourisme
Si l'extraction aurifère est encore très présente sur les territoires alentour, ce village  est une destination  prisée des touristes et des scientifiques grâce à son réseau de sentiers de randonnées balisés au cœur du Parc amazonien de Guyane. Pour accueillir ses hôtes elle dispose de bungalows avec lits, de carbets d'hôtes (en hamac) et d'un gîte en forêt.

## Culture locale et patrimoine

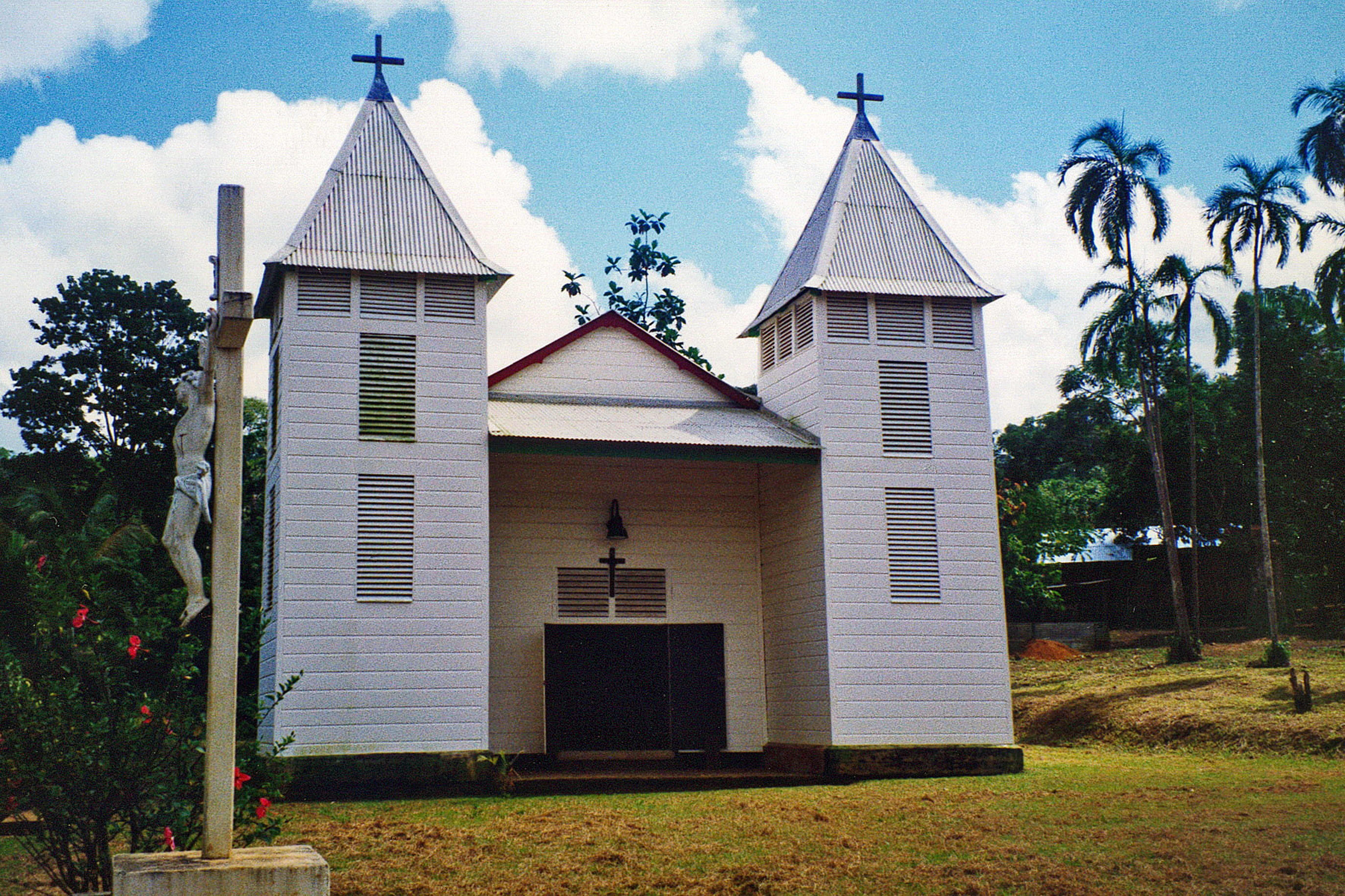
Église Saint-Antoine-de-Padoue de Saül.

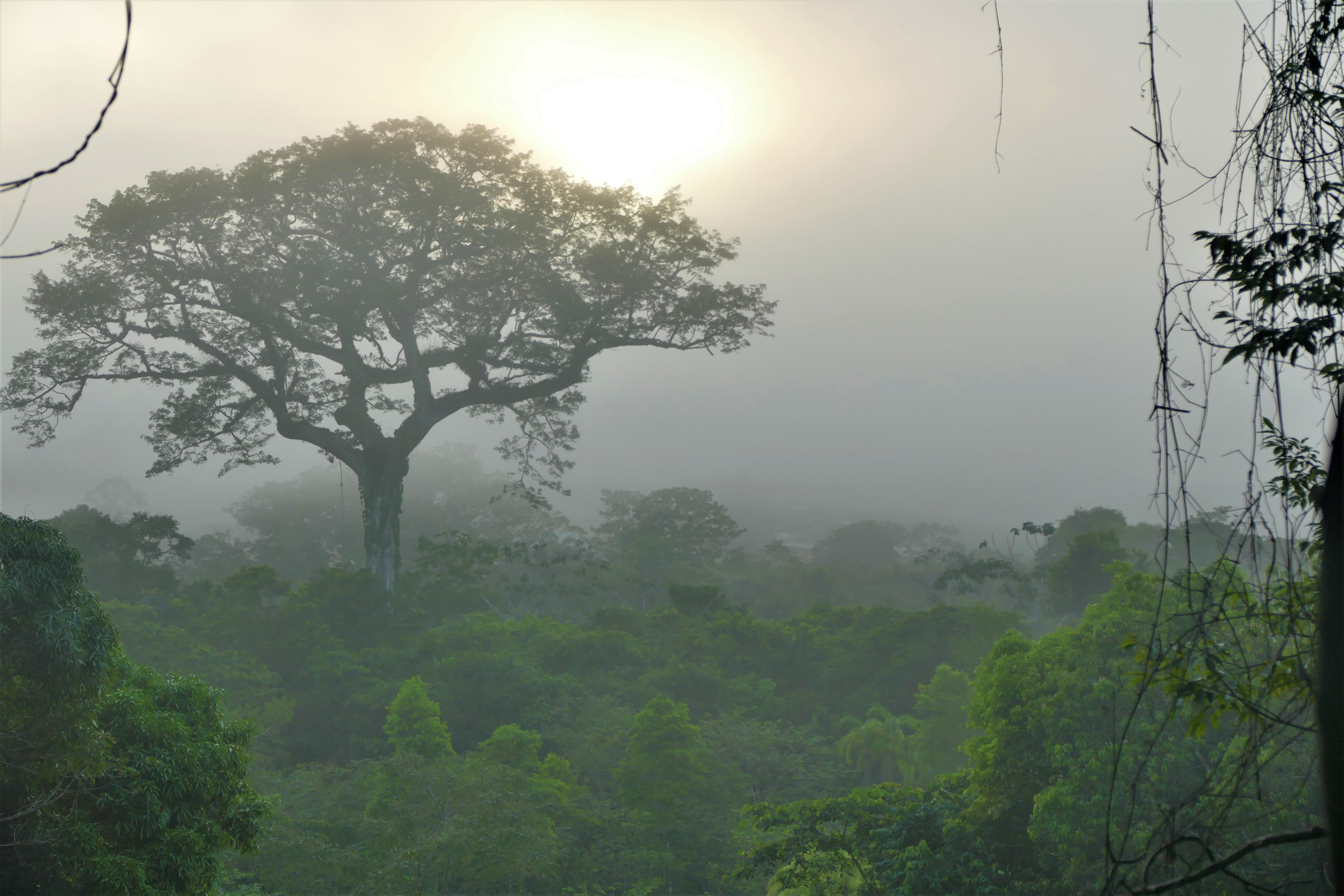
Le Fromager de Saül dans la brume matinale.

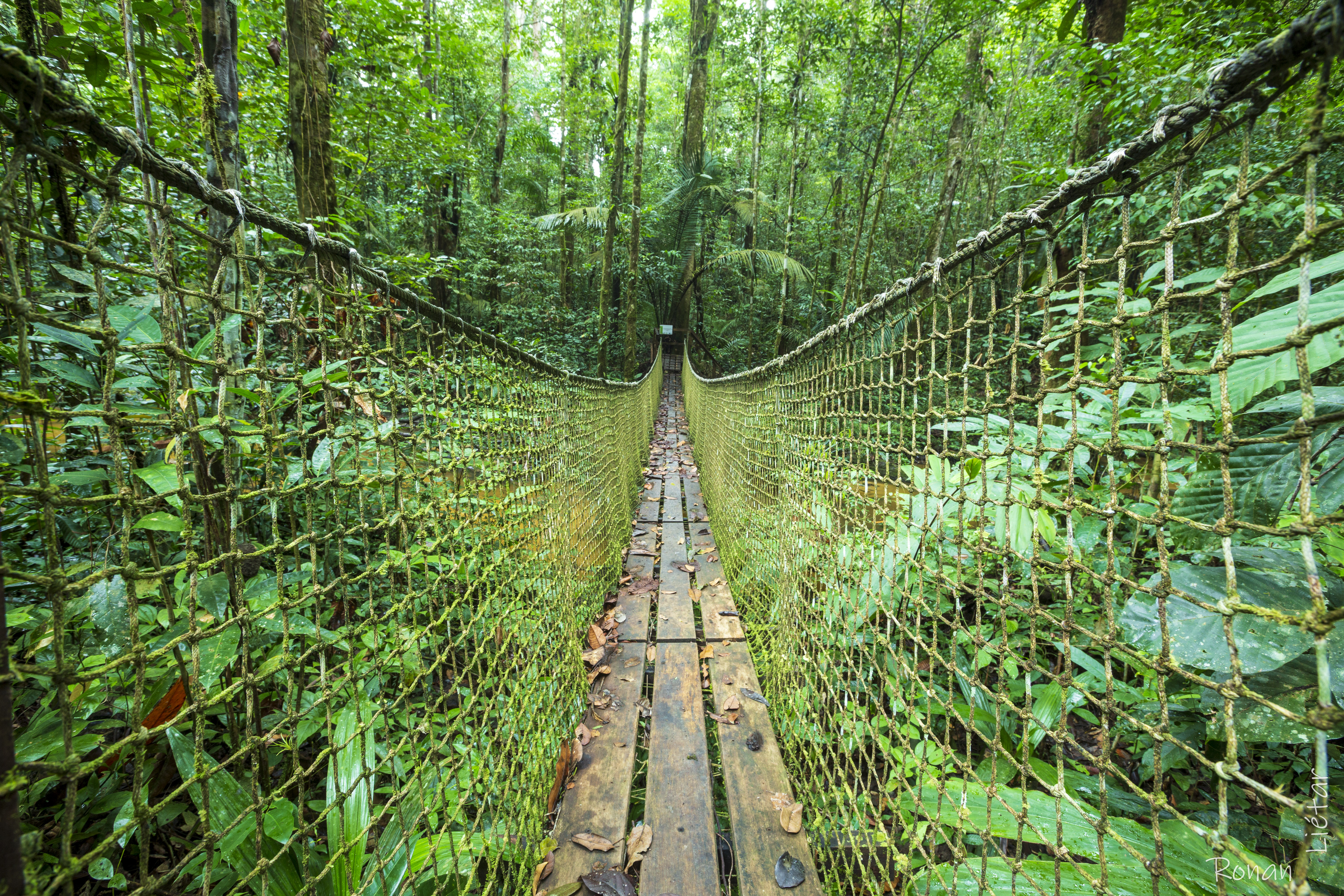
Pont de corde du sentier de randonnée Roche Bateau à Saül en Guyane.

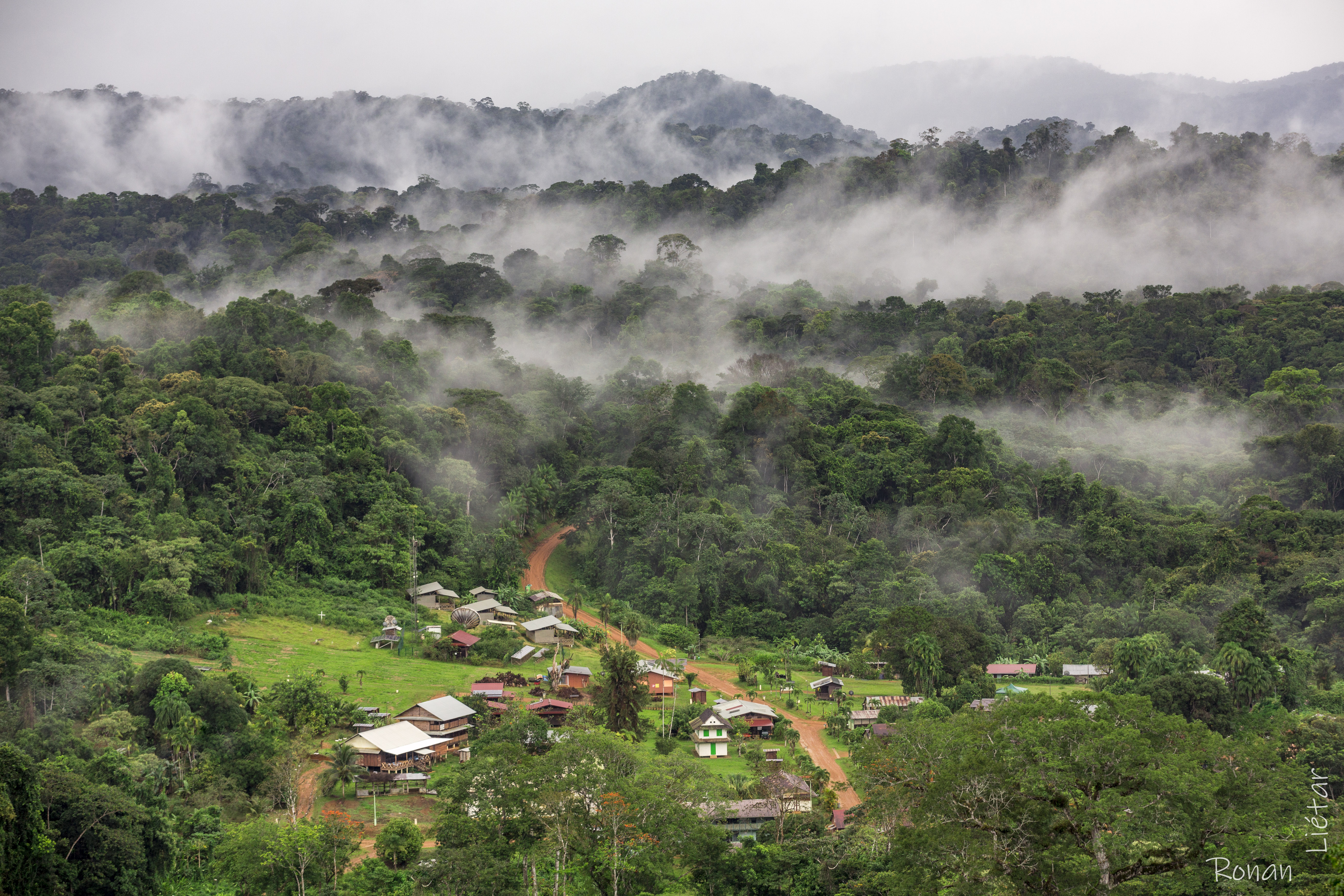
Vue sur le village de Saül depuis le belvédère.

### Lieux et monuments
- Parmi les constructions et infrastructures du village, on peut citer une mairie, un relais postal, une école (en sale état), plusieurs structures d’hébergement touristique (gîtes, carbets, hôtel, restaurants…), une antenne du Parc amazonien de Guyane.
- Église Saint-Antoine-de-Padoue de Saül

L'édifice est classé au titre des monuments historiques en  1993: c'est la seule église à deux clochers de Guyane
- En 2015, le fromager du village a remporté le prix du public du concours de "l'arbre de l'année", organisé par l'ONF[15].
- Balade sur cinq layons en forêt[16].
  - Belvédère : 1 km pour 45 min de marche (point de vue sur le village de Saül)
  - Gros Arbres : 5 km pour 1 h 45 de marche
  - Les Monts La Fumée : 9 km pour 5 h de marche
  - Bœuf Mort : 12 km pour 5 h de marche (se renseigner au village sur la praticabilité du sentier/layon)
  - Roche Bateau : 14 km pour 7/8 h de marche (sentier le plus diversifié)

### Personnalités liées à la commune
- L'écrivain Cizia Zykë, né Jean-Charles Zykë, a écrit tout un chapitre de son livre Oro and Co dans la commune de Saül (Fleuve Noir 06/2009) (page 219-246 chapitre XXIV-XXX)